# Carlos Cámara Jr
Carlos Cámara Pareja Jr (Mérida, 1 de dezembro de 1956) é um ator venezuelano de telenovelas, radicalizado no México.

## Biografia
Vindo de uma família de artistas, filho do ator Carlos Cámara e sua mãe é a atriz Elisa Parejo, irmão do também ator Víctor Cámara, ele é neto da atriz Lolita Lázaro.
Carlos tem uma longa história em sua carreira como ator, tanto na Venezuela, onde começou atuando, até se projetar internacionalmente indo atuar no México, desde do ano de 2003, Carlos vem atuando em algumas grandes produções da rede de televisão Televisa, famosa mundialmente por suas telenovelas.
Sua primeira telenovela de êxito na Venezuela foi Topacio de 1984, que foi um grande sucesso em vários países inclusve no Brasil, exibida no final dos anos 80, a partir dai sua carreira teve uma sequência initerrupta, juntamente com o seu pai Carlos Cámara e seu irmão Víctor Cámara, começou a atuar nas telenovelas mexicanas, em 2003 atuou em um grande projeto da produtora Carla Estrada a telenovela Amor real. que teve um grande elenco como Adela Noriega, Fernando Colunga, Mauricio Islas, Helena Rojo, Ricardo Blume, inclusive seu pai sendo um dos vilões na trama, e entre outros grandes atores, essa produção foi considerada umas das melhores do mundo.
Em 2004 interpretou Efraín Gutiérrez Soto, um dos vilões da novela Mujer de madera.
No ano de 2010 Carlos iniciou nova telenovela desta vez a produção de Pedro Damián a telenovela juvenil Niña de mi corazón.
Em 2013 participa da novela Corazón indomable interpretando os papéis Eusébio Bermúdez e Nazário Bermúdez, ao lado de Ana Brenda Contreras, Daniel Arenas, Elizabeth Álvarez e René Strickler.

## Filmografia

### Telenovelas
- Hasta el fin del mundo (2014) .... Octávio
- Corazón indomable (2013) .... Eusébio Bermudes / Nazário Bermudes
- Niña de mi corazón (2010) .... Dimitri Molotov
- Cuidado con el ángel (2009) .... Cimarro
- Mañana es para siempre (2008) .... Dr. Jacó Rosa / Bruno Manfredi
- Tormenta en el paraíso (2007) .... Isaac Rosemberg
- Muchachitas como tú (2007) .... José "Pepe" Olivares
- La esposa virgen (2005) .... Arturo Palacios
- Mujer de madera (2004) .... Efraín Gutiérrez Soto
- Amor real (2003) .... Juiz Pérez de Tejada
- Carissima (2001) .... Antonio Zurli
- Hay amores que matan (2000) .... Saturno Guzmán
- Mujer secreta (1999) .... Javier Espinoza
- Niña mimada (1998) .... Joaquín Iriarte
- Volver a vivir (1996) .... Miguel Ángel Bernal
- Amores de fin de siglo (1995)
- Caribe (1990) .... Roberto Castell
- Pobre negro (1989) .... Cecilio Alcorta
- Señora (1988) .... Kennedy
- La intrusa (1987) .... Mario Rossi
- Azucena (1984) .... Julio
- Topacio (1984) .... Cirilo
- Leonela (1983)  .... Otto Mendoza
- Marta y Javier (1983) .... Dr. Diaz
- Luisana mía (1981) .... Gregory

### Séries
- Como dice el dicho (2011-2014) .... Efraim / Ernesto / Juan
- La Rosa de Guardalupe (2011) .... Labarta
- El Equipo (2011) .... Tellez Ronald "Ronny''
- El encanto del aguila (2011) .... Enrique C. Creel

## Prêmios e Indicações

### Prêmios TVyNovelas
- Melhor Ator Antagônico (2005) - Mujer de madera (Nomeado)